# Wegscheid (França)
Wegscheid (en alsacià Wagschaid) és un municipi francès, situat a la regió del Gran Est, al departament de l'Alt Rin. L'any 2005 tenia 331 habitants. Limita amb Kirchberg al sud-est, Oberbruck i Dolleren a l'oest, Rimbach-près-Masevaux al nord.

## Demografia
| 1962 | 1968 | 1975 | 1982 | 1990 | 1999 |
| ---- | ---- | ---- | ---- | ---- | ---- |
| 248  | 286  | 286  | 282  | 299  | 304  |

## Administració
| Període | Identitat   | Partit |
| ------- | ----------- | ------ |
| 1989-   | Guy Richard |        |